# Blenina lichenosella
Blenina lichenosella är en fjärilsart som beskrevs av Embrik Strand 1917. Blenina lichenosella ingår i släktet Blenina och familjen trågspinnare. Inga underarter finns listade i Catalogue of Life.